# Kitty Clive

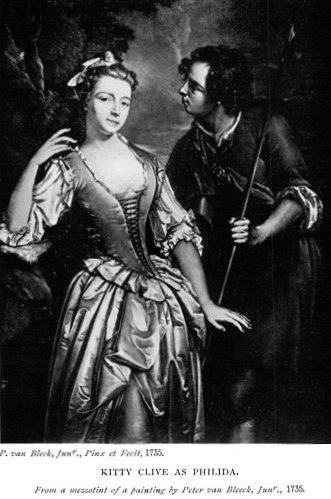
Kitty Clive in ihrer Rolle als Philida, Mezzotinto nach einem Gemälde Peter van Bleecks von 1735

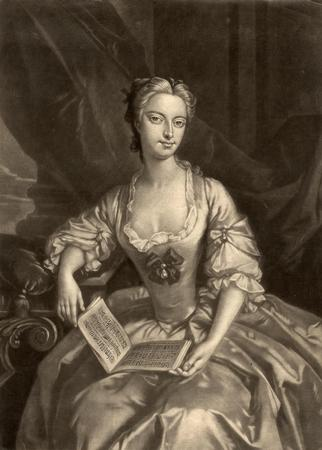
Catherine „Kitty“ Clive, Kupferstich, um 1740

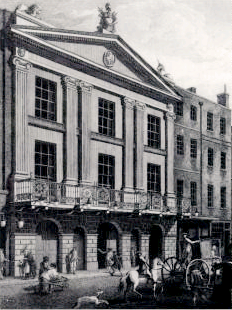
Fassade des Theatre Royal, Drury Lane, um 1775

Catherine Clive, geborene Catherine Raftor, (* 5. November 1711 in London; † 6. Dezember 1785 in Twickenham) war eine englische Schauspielerin und Opernsängerin (Sopran), die in der ersten Hälfte des 18. Jahrhunderts beachtliche Erfolge auf den Bühnen der Hauptstadt verzeichnen konnte und sich darüber hinaus als Verfasserin von Schauspielen, Libretti und Liedtexten betätigte. Sie war eine der favorisierten Schauspielerinnen David Garricks, auch wenn sie im Laufe der jahrzehntelangen leidenschaftlichen Zusammenarbeit nicht immer einer professionellen Meinung waren. Darüber hinaus pflegte sie langjährige Freundschaften mit den kulturellen Größen ihrer Zeit, wie zum Beispiel Georg Friedrich Händel, Horace Walpole oder Samuel Johnson.

## Leben
Kitty Clive wurde als Catherine Raftor geboren. Ihr Vater William Raftor war ein irischer Anwalt aus Kilkenny. William Raftor hatte als Offizier in der Armee Ludwig XIV. gedient, da er in der Schlacht am Boyne für den ehemaligen König von England Jakob II. gekämpft und Jahre im französischen Exil verbracht hatte, bevor ihn Königin Anne begnadigte.
Mit ungefähr 17 Jahren trat Catherine Raftor am Theatre Royal, Drury Lane erstmals auf. Der damalige Manager des Theaters, Colley Cibber, war auf sie aufmerksam geworden und besetzte sie als Ismene in Nat Lees Tragödie Mithrades, King of Pontus. Bereits kurz danach heiratete sie George Clive, einen Strafverteidiger und Verwandten von Baron Clive. Die Ehe scheiterte und so kehrte sie rasch zur Schauspielerei zurück.
In den frühen 1730er Jahren hatte sie sich vollkommen als populäre Schauspielerin von Hauptrollen etabliert, wobei sie Komödien vorzog. Eine der wenigen Ausnahmen war die Rolle der Portia in William Shakespeares Der Kaufmann von Venedig, wo sie zusammen mit Charles Macklin auftrat, der den Shylock verkörperte. Allerdings rechnete sie selbst diese Rolle nicht zu ihren Erfolgen. 1747 gehörte sie zu den Gründungsmitgliedern von David Garricks Schauspielkompanie.
Als Sopran trat Kitty Clive auch gelegentlich bei Opernaufführungen auf, so spielte sie bezeichnenderweise die Rollen der Emma und der Venus in Thomas Arnes Maskenoper Alfred 1740. Darüber hinaus gestaltete sie 1743 die Rolle der Delilah in Georg Friedrich Händels Oratorium Samson. Weitere Gesangsrollen hatte sie in William Davenants Adaption von William Shakespeares Macbeth (1735), Henry Woodwards The beggar’s pantomime – or, The contending colombines (1736), wo sie im Duett mit Susannah Maria Cibber auftrat, in Arnes Comus und Henry Careys Calliope (1739) oder John Frederick Lampes musikalischer Pantomime Colombine courtezan. Gerade aus der Zeit um 1740 sind diverse Liedtextentwürfe aus ihrer Hand für musikalische Kompositionen von Thomas Arne oder Henry Carey sowie Aileen aroon. An Irish ballad. erhalten, die den Schluss nahelegen, dass sie sich bereits zu diesem Zeitpunkt auch als Liedtexterin betätigte. Gerade ihre Adaption von Chor- und Instrumentalwerken Händels führte zum einen zur Absicherung ihres Ruhms, als Kritiker um 1733 einen Sündenbock für nachlassende Zuschauerzahlen an der Drury Lane suchten. Aber auch der mit ihr befreundete Händel profitierte von diesem künstlerischen Austausch.
Ihre Bühnenkarriere, die sie mit Ausnahme eines kurzen Intermezzos 1741 in Dublin ausschließlich in London verbrachte, umspannte über 40 Jahre und nach K. A. Crouch gehörte sie nach dem Einkommen zu den allerbesten Schauspielerinnen ihrer Generation. Clive versuchte sich auch mit einigem Erfolg an dem Schreiben von kurzen Theaterstücken, wie zum Beispiel 1753 mit The Rehearsal.
Im April 1769 zog sie sich von der Bühne mit einem gesprochenen Epilog in The Apprentice und der Rolle der Violante in The Wonder zurück, um in ihrer kleinen Villa in Twickenham, genannt Little Strawberry Hill oder Clive’s Den, zu leben, die sie als Geschenk von ihrem Freund Horace Walpole erhalten hatte. Dort starb sie 1785 und fand in Twickenham ihre letzte Ruhe. Ein Gedicht auf ihrer Gedenktafel pries ihre Wohltätigkeit. Ein weiterer ihrer Freunde, Samuel Johnson, lobte rückblickend gegenüber Boswell ihren Humor und ihre Auffassungsgabe: „Clive, sir, is a good thing to sit by. She always understands what you say. In the sprightliness of humour, I have never seen her equalled.“

## Künstlerisches Nachleben
Einige Porzellanfiguren der von Thomas Frye geleiteten Bow Factory, die Kitty Clive und Henry Woodward als „the Fine Lady and the Fine Gentleman“ aus David Garricks mythologischer Burleske Lethe (Aufführungen zwischen 1750 und 1752) darstellen sollen, sind wahrscheinlich die ersten Porzellanporträts dieser Qualität in englischem Porzellan, die in Massenproduktion für Kunstfreunde hergestellt wurden.
Baron Thomas Pitt Camelford veröffentlichte ihr zu Ehren das Gedicht On Mrs. Clive. David Garrick selbst verfasste 1743 ein Spottgedicht auf einen Kollegen, in dem er die Gründe beschrieb, warum Kitty Clive die Rolle in Fieldings Stück abgelehnt hatte. Ihr Freund Walpole widmete ihr das Gedicht Inscription at Strawberry Hill.

## Theaterstücke/Libretti

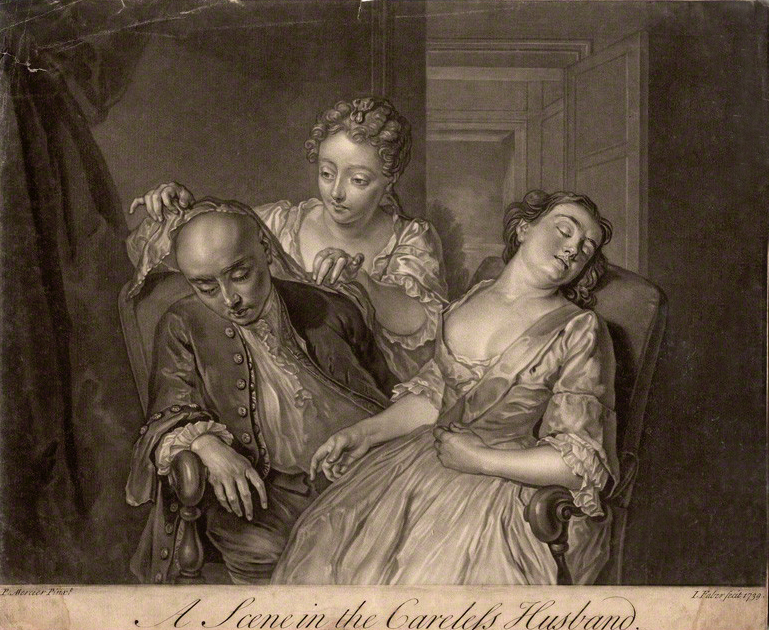
Kitty Clive als Lady Easy in The Careless Husband. Mezzotinto von John Faber Jr. nach einem Gemälde von Philip Mercier, 1739

- zusammen mit William Boyce (Musik): The rehearsal, or, Bays in petticoats: a [musical] comedy in two acts. 1753, Theatre Royal in der Drury Lane
- Every woman in her humour. Farce in zwei Akten. Uraufführung 20. März 1760, Theatre Royal, Drury Lane, Manager: James Lacy und David Garrick
- The island of slaves – in two acts. Komödie in zwei Akten. (unvollständig überliefert) Uraufführung 26. März 1761, Theatre Royal, Drury Lane, Manager: James Lacy und David Garrick
- The sketch of a fine lady’s return from a rout. Farce. Einakter. Uraufführung 21. März 1763, Theatre Royal, Drury Lane, Manager: James Lacy und David Garrick
- The faithful Irish woman. Farce in zwei Akten. Uraufführung am 18. März 1765, Theatre Royal, Drury Lane